# لامبرتن (میسیسیپی)
لامبرتن (به انگلیسی: Lumberton) شهری در ایالت میسیسیپی کشور ایالات متحده آمریکا است که جمعیت آن در سرشماری سال ۲۰۱۰ میلادی، ۲٬۰۸۶
نفر بوده‌است.